# 孟亦奇
孟亦奇（1921年—2000年12月22日），原名孟宪忠，曾用名孟周、周岱，男，安徽泗县人，中华人民共和国政治人物，曾任中共安徽省委农村工作部部长，中共安徽省顾问委员会常委，安徽省政协副主席。